# Rem als Jocs Olímpics d'estiu de 1904 - Quatre sense timoner
La prova del quatre sense timoner fou una de les disputades en el programa de rem que es disputà als Jocs Olímpics de Saint Louis de 1904.
Aquesta fou la primera ocasió en què la prova formà part del programa Olímpic. La prova es disputà el dissabte 30 de juliol i hi van prendre part dotze remers, dividits en tres equips, tots dels Estats Units.

## Medallistes
| Or                                                                   | Plata                                                                      | Bronze                                                           |
| Estats Units Arthur Stockhoff August Erker George Dietz Albert Nasse | Estats Units Frederick Suerig Martin Formanack Charles Aman Michael Begley | Estats Units Gustav Voerg John Freitag Louis Helm Frank Dummerth |

## Resultat
| Posició | Nom                                                               | Temps     |
| ------- | ----------------------------------------------------------------- | --------- |
| Or      | Arthur Stockhoff, August Erker, George Dietz i Albert Nasse       | 9' 05.8"  |
| Plata   | Frederick Suerig, Martin Formanack, Charles Aman i Michael Begley | 9' 37.6"  |
| Bronze  | Gustav Voerg, John Freitag, Louis Helm i Frank Dummerth           | 10' 02.4" |